# Кобелев, Тимофей
Тимофей Родионович Кобелев — боярский сын, сибирский атаман, первый приказчик Камчатки.
Сын боярский Родион Кобелев в 1668 году был направлен из Якутска в Анадырский острожек для приискания «новых землиц», затем в течение 13 лет служил в Анадыре и в 80-х годах XVII века совершил плавание с Колымы в Якутск с «костяной казной».
Сын боярский Тимофей Родионов Кобелев в 1699—1701 годах сменил Владимира Атласова на посту приказчика Анадырского острога.
В 1700 году он совершил сухопутное путешествие из Анадыря на Пенжину на оленях и собаках, отправленный с казаками для наказания восставших коряков, сообщил сведения о Карагинском острове, разорил корякский городок Кохча, восстановил Верхне-Камчатский острог и заложил основание Большерецкому острогу, при впадении реки Быстрой в Большую (по сведениям И. В. Щеглова): 

Послан из Якутска в Камчатку сын боярский Кобелев, с отрядом казаков, в числе коих был и Козыревский, впоследствии приобревший печальную известность. 
По сведениям А. С. Сгибнева, Т. Р. Кобелев основал Нижне-Камчатский острог.
В 1701—1702 годах Кобелев был начальником на Камчатке. Был сменён на этом посту Михайлой Зиновьевым.

## Прочее
Один из потомков Тимофея Кобелева (предположительно, внук) — сотник Иван Кобелев, служил переводчиком в экспедиции Биллингса и летом 1791 года вместе с Николаем Дауркиным переправился на байдарах через пролив, побывав на западном берегу полуострова Сьюард (Аляска).